# アイ・エイチ・アイ マリンユナイテッド
株式会社アイ・エイチ・アイ マリンユナイテッド （IHI Marine United Inc. 略称：IHIMU）は、かつて存在した日本の造船会社。株式会社IHI（旧・石川島播磨重工業）の完全子会社であった。

## 概要
1853年（嘉永6年）12月5日に水戸藩主・徳川斉昭が創設した石川島造船所を発祥とする石川島播磨重工業の造船事業と、1897年に榎本武揚らの提唱により設立された浦賀船渠を起源とする住友重機械工業の艦艇造船事業を統合した会社であった。

## 沿革
- 1995年（平成7年）10月 - 石川島播磨重工業と住友重機械工業が艦艇事業部門を統合する目的で、共同出資により株式会社マリンユナイテッド（MU）を設立。
- 2002年（平成14年）10月1日 - 石川島播磨重工業の海洋船舶事業部門全体を会社分割によりMUと統合し、株式会社アイ・エイチ・アイ マリンユナイテッド（IHIMU）に社名変更。
- 2006年（平成18年）8月 - 石川島播磨重工業の完全子会社となった。
- 2007年（平成19年）7月 - IHI[1]とJFEホールディングスがそれぞれ45.93％、日立造船が残り8.15%の株式を保有。
- 2013年1月1日 - ユニバーサル造船と合併し、ジャパン マリンユナイテッド株式会社となる[2]。

## 事業
- 商船事業
  - タンカー・コンテナ船等大型商船、客船・フェリーなどの建造。売り上げの4分の3を占める主力事業。
- 艦艇事業
  - 護衛艦、巡視船、気象観測船、浚渫船、海洋地球研究船などの建造
- 修理・アフターサービス事業
- エンジニアリング事業

## 事業所

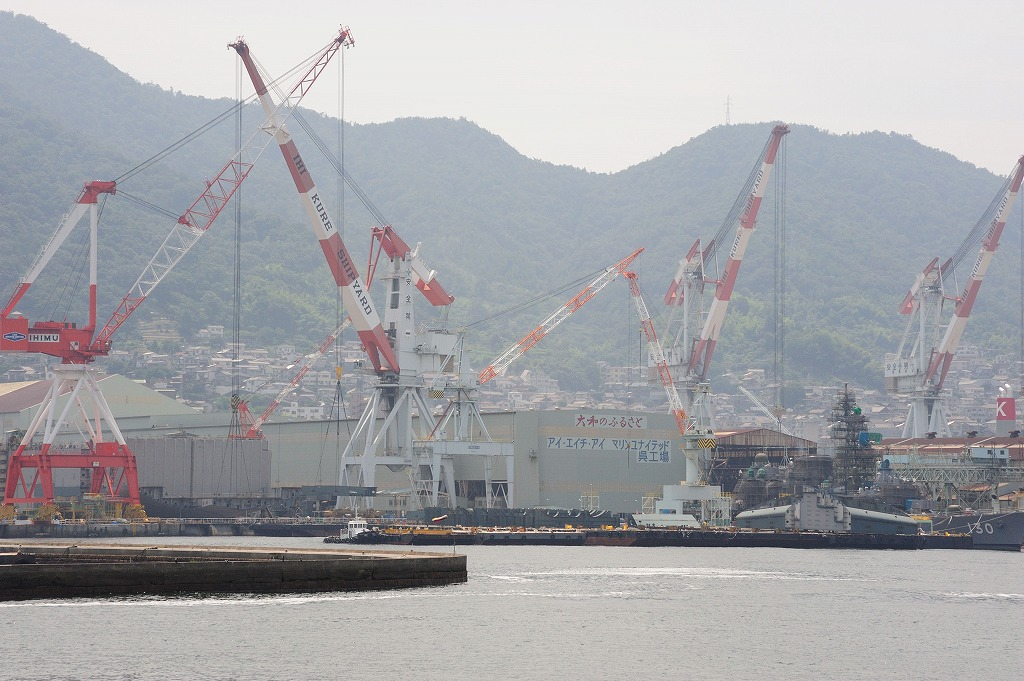
呉工場。｢大和のふるさと｣と書かれている。

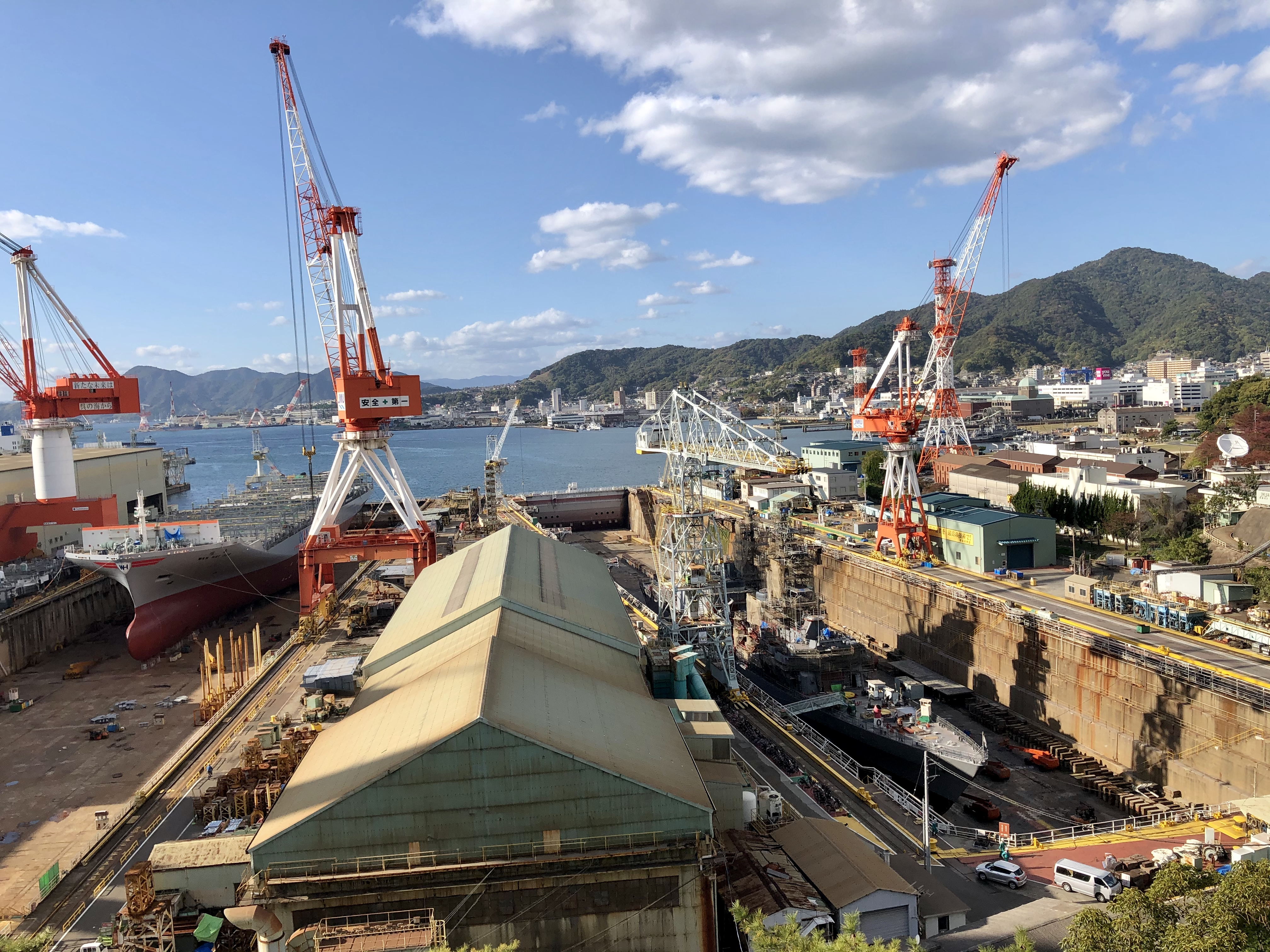
呉工場

- 横浜工場
- 呉工場 - かつての呉海軍工廠。
- 相生生産部

## 主な製品

### 艦艇
- たかなみ型護衛艦
  - DD-110 「たかなみ」（1番艦）
  - DD-112 「まきなみ」（3番艦）
  - DD-114 「すずなみ」（5番艦）
- ひゅうが型護衛艦
  - DDH-181 「ひゅうが」（1番艦）
  - DDH-182 「いせ」（2番艦）

### 官公庁船
- 巡視船
  - PLH-32 「あきつしま」
  - ひだ型巡視船
    - PL-53 「きそ」（3番船）
- 海竜（ドラグサクション浚渫船）

## 関連会社
- 株式会社アイ・エイチ・アイ・アムテック（現・株式会社JMUアムテック）
- 株式会社アイ・エイチ・アイ　呉マリンコンストラクション（2009年7月1日付けでアイ・エイチ・アイ マリンユナイテッドに吸収合併され消滅）
- 株式会社アイ・エイチ・アイ・マリン（現・株式会社IMC）
- 株式会社アイ・イー・エム
- シンコウ・エスビーエー株式会社
- IHI MARINE B.V.
- IHI MARINE ENGINNERING（SINGAPORE）PRIVATE LIMITED
- 石川島船舶工程（上海）有限公司
- IHI ENGINEERING MARINE VIETNAM LTD.